# 横手市立横手北中学校
横手市立横手北中学校（よこてしりつ よこてきたちゅうがっこう）は、秋田県横手市静町にある公立中学校。

## 概要
横手北中学校は、鳳中学校・横手西中学校・金沢中学校の統合によって2013年（平成25年）に開校した学校であり、現行の校舎もこの際に新築されたものである。校舎は鉄筋コンクリート構造・鉄骨構造の2階建て。設計を大嶋・ミツイ・鈴木・都市設計JV、施工は創和・半田・大和JVが行った。横手地域（旧横手市）の市街地北部に位置しており、生徒数は横手南中学校（横手・山内地域）・横手明峰中学校（雄物川・大森・大雄地域）に次ぐ規模（2022年時点・306名）。
横手北中と同様、校名に「横手北」と冠する横手北小学校（2016年開校）と近接しており、グラウンドや駐車場を共同で使用している。
校章は、2012年2月に開催された校章選考会において、当時金沢中学校に通っていた生徒のデザインが採用された。鳳中学校の青桐、横手西中学校のペン、金沢中学校の矢じりの校章を組み合わせたデザインとなっている。

## 沿革

### 年表
- 2013年（平成25年） 
  - 4月1日 - 開校[2][1]。
  - 4月5日 - 最初の始業式挙行[7]。
  - 4月9日 - 第1回入学式挙行[8]。
  - 4月13日 - 13時から、開校式挙行[9][1]。
- 2014年（平成26年）
  - 3月8日 - 第1回卒業証書授与式挙行[10]。
  - 3月20日 - 最初の修了式挙行[11]。
  - 3月28日 - 最初の離任式挙行[12]。
- 2017年（平成29年）
  - 2月7日 - 校訓制定[1]。
  - 4月 - 市内中学校で初のハンドボール部が設立される[13]。
- 2018年（平成30年）11月22日 - 校訓掲額式挙行[1]。

## 校訓
校歌で歌われる3つの言葉から取り、2017年2月7日に制定された。

## 学区
- 朝倉小学校、横手北小学校の学区[14]

## 進学前小学校
- 横手市立横手北小学校[15] - 敷地が隣接している。
- 横手市立朝倉小学校[15]

## 周辺
- 秋田県道71号大曲横手線
- 横手市立横手北小学校
- 横手学校給食センター

## 著名な卒業生
- 村田辰美（元プロ野球選手、旧金沢中学校卒）
- 高橋勇市（陸上競技選手、旧横手西中学校卒）
- 向川桜子（アルペンスキー選手、旧鳳中学校卒）
- 村上良子（紬織作家、旧鳳中学校卒）
- 長岡杏子（アナウンサー、旧鳳中学校卒）